# Mørkets børn
Mørkets børn (originaltitel: The Auction Block) er en amerikansk dramastumfilm fra 1917 instrueret af Laurence Trimble. Filmen er baseret på romanen The Auction Block skrevet af Rex Beach, der også havde produceret filmen. Det er uklart om filmen eksisterer i dag. Filmen blev genindspillet i en produktion fra Metro-Goldwyn-Mayer i 1926.
Filmen havde dansk premiere den 9. juli 1923 i Vesterbros Teater.

## Handling
Forældrene til den smukke unge kvinde Lorelei Knight (spillet af Rubye De Remer vil gerne tjene penge på datterens skønhed og sender hende til New York for at optræde i et "pige show". Hun møder millionærsønnen Bob, som Lorelei gifter sig med for pengenes skyld, og fordi Loreleis far er blevet syg. Bobs far billiger ikke ægteskabet, og Bob får herefter ingen penge fra sin rige far, men må i stedet arbejde. Bobs kærlighed for Lorelei får ham til at ønske at blive et bedre menneske. Loreleis bror er en sjuft og har dårlig påvirkning på Bob, der begynder at drikke igen, og Lorelei overvejer at forlade ham. Da Bob forstår, at han skal være far, stopper han drikkeriet, og da Lorelei nedkommer med en søn, bliver alting godt.

## Modtagelse af censuren
Som mange andre film på daværende tidspunkt forlangte censuren, at flere scener blev klippet ud. Blandt de scener som censuren krævede fjernet var scener med spil, tekster der beskrev mænd, som interesserede i kvinderne i "pige showet", en scene, hvor en kvinde skifter tøj bag en skærm og giver en mand en kimono, som han giver tilbage til hende, scencer der viser baggrunds malerier af nøgne kvinder etc.